# Versuchsanstalt
Versuchsanstalt ist eine meist technische oder gewerbliche Forschungseinrichtung. Als Lehr- und Versuchsanstalt (kurz LVA) ist sie meist einer höheren Schule oder Hochschule assoziiert oder eine private Organisation mit Lehrauftrag.

## Deutschland
- Aerodynamische Versuchsanstalt
- Deutsche Versuchsanstalt für Ernährung und Verpflegung
- Deutsche Versuchsanstalt für Luftfahrt
- Hamburgische Schiffbau-Versuchsanstalt
- Niedersächsische Forstliche Versuchsanstalt
- Schiffbau-Versuchsanstalt
- Schweißtechnische Lehr- und Versuchsanstalt
- Versuchsanstalt für Stahl, Holz und Steine

Als Lehr- und Versuchsanstalt werden in Deutschland die folgenden privaten oder öffentlichen Einrichtung bezeichnet:
- Lehr- und Versuchsanstalt für Bienenzucht
- Lehr- und Versuchsanstalt für Photographie
- Lehr- und Versuchsanstalt für Friedhofsgärtnerei
- Lehr- und Versuchsanstalt Gartenbau
- Lehr- und Versuchsanstalt für Gemüse- und Zierpflanzenbau
- Lehr- und Versuchsanstalt für Kleintierzucht Unna-Königsborn
- Lehr- und Versuchsanstalt für Landschaftsbau
- Lehr- und Versuchsanstalt für Milchwirtschaft
- Staatliche Fachakademie für Fotodesign München
- Lehr- und Versuchsanstalt für Schweinezuchtforschung
- Versuchs- und Lehranstalt für Brauerei in Berlin (VLB)
- Lehr- und Versuchsanstalt für Technik
- Lehr- und Versuchsanstalt für Tierzucht und Tierhaltung
- Lehr- und Versuchsanstalt für Viehhaltung und Grünlandwirtschaft
- Staatliche Lehr- und Versuchsanstalt für Wein- und Obstbau Weinsberg
- Schweißtechnische Lehr- und Versuchsanstalt

## Österreich
In Österreich sind die Versuchsanstalten mit den Höheren Technischen Lehranstalten (HTL) und vereinzelt anderen höheren Schulen angegliederte Forschungs- und Lehreinrichtungen, außerdem gibt es mehrere mit den Technischen Universitäten assoziierte Versuchsanstalten. Sie sind im Besonderen neben der Ausbildung im Sektor Normungswesen, Begutachtungs- und Sachverständigenwesen u. ä. aktiv, und sind aus den Polytechnika (als gesamttechnische Institutionen) des 19. Jahrhunderts erwachsen. Zur Zeit der Monarchie gab es 40 Versuchsanstalten, viele davon aber in den anderen Nachfolgestaaten.

### Versuchsanstalten an Universitäten
- Universität Innsbruck
  - Technische Versuchs- und Forschungsanstalt der Universität Innsbruck (TVFA)
- TU Wien
  - Technische Versuchs- und Forschungsanstalt (TVFA, Mechanische Technologie, Mechanik und Maschinenlehre)
- TU Graz:
  - Institut für Papier-, Zellstoff- und Fasertechnik – Versuchsanstalt (IPZ)[2]
  - Versuchsanstalt für Hochspannungstechnik Graz (HSPT, Institut für Hochspannungstechnik und Systemmanagement/Nikola Tesla Labor, heute als GmbH geführt)[3]

### Versuchsanstalten an technischen Lehranstalten
An HTLs werden als HTBLVA bzw. HTBLuVA folgende Versuchsanstalten geführt:
- bautechnische Versuchsanstalten:
  - TGM Versuchsanstalt Baustoffe und Silikattechnik Wien
  - TGM Versuchsanstalt Akustik und Bauphysik Wien
  - TGM Versuchsanstalt Heizung und Lüftung Wien
  - Camillo Sitte Versuchsanstalt für Bautechnik Wien
  - Versuchsanstalt für Bautechnik Wiener Neustadt (HTBLuVA Wiener Neustadt)
  - Versuchsanstalt für Bautechnik Graz (Ortweinschule)[5]
  - Versuchsanstalt für Bautechnik, Baustoffe und Straßenbau Mödling
  - Baustoffprüfstelle Villach[6] (HTBLuVA Villach)
  - Versuchsanstalt für Bautechnik Rankweil (Höhere Technische Bundeslehr- und Versuchsanstalt Rankweil),[7]
  - Versuchsanstalt für Baustoffe Innsbruck[8] (HTL Innsbruck Bau und Kunst)
- werkstoffliche Versuchsanstalten:
  - TGM Versuchsanstalt Kunststoff- und Umwelttechnik Wien
  - Versuchsanstalt für Textilindustrie Wien (HTL Spengergasse)
  - Versuchsanstalt für Holzindustrie Mödling
  - Versuchsanstalt für Textil & Chemie Dornbirn (HTBLuVA Dornbirn)
- chemische Versuchsanstalten:
  - Versuchsanstalt für Chemische Industrie Wien (HTBLuVA Wien-Rosensteingasse)
  - Versuchsanstalt für Textil & Chemie Dornbirn (HTBLuVA Dornbirn)
- elektrotechnische Versuchsanstalten:
  - Höhere technische Bundeslehr- und Versuchsanstalt Graz-Gösting (HTBLuVA BULME)
  - TGM Versuchsanstalt Elektrotechnik und Elektronik
- maschinenbauliche Versuchsanstalten:
  - Höhere technische Bundeslehr- und Versuchsanstalt Pinkafeld (HTBLVA Pinkafeld)
  - Höhere technische Bundeslehr- und Versuchsanstalt Graz-Gösting (HTBLuVA BULME)
  - TGM Versuchsanstalt Maschinenwesen Wien
  - Versuchsanstalt für Maschinenbau Innsbruck (HTL Anichstraße)
  - Höhere Technische Bundeslehr- und Versuchsanstalt St. Pölten
  - Versuchsanstalt für Maschinenbau und Materialprüfung Waidhofen/Ybbs (HTBLuVA Waidhofen/Y)[9]

Alle diese Institute verfügen über Teilrechtsfähigkeit.

### Andere schulische Versuchsanstalten
- Staatliche Versuchsanstalt Wien XIV – Papierprüfung, Höhere Graphische Bundes-Lehr- und Versuchsanstalt (HGBLVA) Wien XIV[10] (gegr. 1886 am Technischen Museum)

### Weitere Versuchsanstalten
- Schiffbautechnische Versuchsanstalt
- Forstliche Versuchsanstalt Metla